# Герб Боровского района (Калужская область)
Герб муниципального образования «Боровский район» Калужской области Российской Федерации.
Герб утверждён решением № 60 районного Собрания муниципального образования «Боровский район» 24 мая 2006 года.
Герб внесён в Государственный геральдический регистр Российской Федерации с присвоением регистрационного номера 2549.

## Описание герба
«В серебряном поле зелёный лавровый венок с листвой, обращённой навстречу ходу солнца; в венке — червлёное сердце, обременённое золотым греческим крестом; во главе поверх венка — княжеский шапка».

Герб может воспроизводиться в двух равнодопустимых версиях: без короны и со статусной территориальной короной установленного образца. Версия герба со статусной территориальной короной применяется после принятия Геральдическим советом при Президенте Российской Федерации порядка включения в гербы муниципальных образований изображения статусных территориальных корон.

## Символика герба
Герб Боровского района разработан на основе исторического герба уездного города Боровска Калужской губернии. Подлинное описание герба, Высочайше утверждённого 10 марта 1777 года (по старому стилю), гласит:

«Во время втораго самозванца Боровскъ и, Пафнутьевъ, обрѣтающійся въ семъ градѣ, монастырь, былъ сообщниками сего злодѣя, осажденъ; защитники же онаго были: воеводы Князь Михайло Волконскій, Яковъ Змѣевъ и Афанасій Челищевъ со многими другими, и два послѣдніе, измѣня отечеству и Государю, град и монастырь сему злодѣю сдали. Князь-же Волконскій и въ такой крайности не пересталъ защищаться; даже какъ пронзенный многими ударами въ самой церкви Пафнутьяго монастыря, у лѣваго крылоса, животъ свой скончалъ. Напоминая сіе достойное сохраниться въ памяти происшествіе, гербъ сего города состоитъ: въ серебряном полѣ, изображающемъ невинность и чистосердіе, червлёное сердце показующее вѣрность, въ серединѣ котораго крестъ, изъявляющій истинное усердіе къ Божіему закону, основанію всей добродѣтели, и сердце сіе окружено зеленымъ лавровым вѣнцем, показующим нерушимость и твёрдое пребываніе достойной славы сему вождю и другимъ, погибшимъ за справедливую причину съ нимъ».

Использование современным районом исторического герба символизирует непрерывность истории развития города и окружающих его земель, сохранение традиций и памяти о славных деяниях наших предков.
Княжеская шапка символизирует исторический статус Боровской земли — центра Серпуховского-Боровского удельного княжества.
Золото — символ богатства, стабильности, уважения, тепла.
Серебро — символ чистоты, совершенства, мира и взаимопонимания,
Красный цвет — символ мужества, силы, жизнеутверждающей энергии, праздника и красоты.
Зелёный цвет — символ природы, здоровья, роста.

## История герба

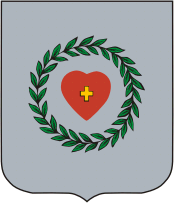
Герб Боровска (1777 год)

21 декабря 2000 года решением районного Собрания исторический герб Боровска (1777 года) был утверждён официальным символом Боровского района.
Герб Боровска был Высочайше утверждён 10 (21) марта 1777 года императрицей Екатериной II вместе с другими гербами городов Калужского наместничества (ПСЗ, 1777, Закон № 14596)
Герб района 2000 года действовал до 24 мая 2006 года, а затем был передан городскому поселению Город Боровск с ходатайством о сохранении номера регистрации — № 697 в Государственном геральдическом регистре Российской Федерации.
24 мая 2006 года был принят новый герб Боровского района, композиционно повторяющий герб Боровска (1777 года), но с добавлением «во главу герба, поверх венка — княжеской шапки».
Герб Боровского района был составлен Союзом геральдистов России.
Авторы герба: идея — Константин Мочёнов (Химки); художник — Роберт Маланичев (Москва); компьютерный дизайн — Галина Русанова (Москва); обоснование символики — Кирилл Переходенко (Конаково).